# 大长山岛镇
大长山岛镇，是中华人民共和国辽宁省大連市长海县下辖的一个乡镇级行政单位。

## 行政区划
大长山岛镇下辖以下地区：
塔山社区、四块石社区、东山社区、三盘碾子社区、小盐场村、三官庙村、杨家村、小泡子村、城岭村、哈仙村和塞里村。